# 오야부정
오야부정(일본어: 大薮町)은 일본 기후현 안파치군에 설치되었던 정이다. 현재의 와노우치정에 해당한다.

## 참고 문헌
- 角川日本地名大辞典編纂委員会,『角川日本地名大辞典 21 岐阜県』1980, 角川書店